# Juan Pérez Villamil
Juan Gregorio Felipe Ramón Pérez de Villamil y Paredes (Puerto de Vega, Principado de Asturias, 1 de mayo de 1754 - Madrid, 20 de febrero de 1824) fue un político absolutista del reinado de Carlos IV y Fernando VII. Destaca por haber sido el instigador y autor intelectual del célebre Bando de Independencia o Bando de los alcaldes de Móstoles, que ha trascendido históricamente como el documento que inició Guerra de la Independencia

## Biografía
Nació el 1 de mayo de 1754 en Santa Marina de Puerto de Vega, aldea perteneciente al concejo asturiano de Navia (Asturias), siendo sus padres Agustín Pérez de Villamil y Francisca Cayetana de Paredes. Aunque el mismo año de su nacimiento quedó huérfano de padre.
Estudió gracias a una obra pía de su aldea natal –fundada por Pompeyo Pérez en 1759-, de la que era patrono su tío, Juan Antonio Paredes, cura párroco de Santa Marina y tutor suyo; continuó después –con la protección de los amigos y parientes de su padre, los Méndez Vigo- en la Universidad de Oviedo, donde se graduó como bachiller en Cánones y Leyes el 30 de junio de 1770. Entre diciembre de ese año y agosto de 1773 realizó prácticas como pasante en el despacho de Felipe Ignacio Canga-Argüelles y Pérez de la Sala. Después se instaló en Madrid, siendo admitido en 1773 en la Junta Práctica de Jurisprudencia de aquella ciudad, donde ejercía como abogado, despachando autos y procesos judiciales. Obtuvo la licenciatura el 6 de mayo de 1775, siendo titulado abogado de los reales consejos. Al año siguiente se incorporó como letrado en el Ilustre Colegio de Abogados de Madrid.
Contrajo matrimonio con María de la Vega Ordóñez el 13 de diciembre de 1780 en la parroquia madrileña de San Sebastián. Con ella residió en el arrabal de San Millán de dicha ciudad capital.
Desde octubre de 1781 fue socio destacado de la clase de Agricultura de la Sociedad Económica Matritense de Amigos del País, que era dirigida por el célebre Pedro Rodríguez de Campomanes.
En 1787 fue nombrado fiscal de la Real Audiencia de Palma de Mallorca, cargo que ejerció hasta 1796; al año siguiente se le dio el cargo de alcalde de Casa y Corte y en 1798, siendo ministro Jovellanos, fue nombrado regente de la Real Audiencia de Oviedo, aunque no llegaría a tomar posesión, puesto que enseguida aceptó la magistratura de fiscal togado del Consejo Supremo de Guerra. Por decreto del 4 de diciembre de 1799 fue investido caballero pensionista de la Real Orden de Carlos III, habiendo demostrado su hidalguía y limpieza de sangre.
Adscrito al partido o camarilla palaciega del infante cardenal Luis María de Borbón, desplegó su mayor actividad jurídico-política como fiscal togado del Consejo Supremo de Guerra, empleo al que accedió al poco de entrar a formar parte en aquel Supremo Consejo, y en el que cesó en 1807 para pasar a ocupar las importantes responsabilidades de Auditor General y secretario del Consejo del Almirantazgo, aunque este último cargo no lo llegó a ejercer nunca; estos nombramientos demuestran la confianza que el valido Manuel Godoy depositó en él.
El 1 de abril de 1803 había ingresado como individuo honorario en la Real Academia de la Historia, a proposición de su director, Francisco Martínez Marina; academia que le nombró académico supernumerario el 22 de aquel mes, de la que llegó a ser censor en 1805 y director por un trienio, por nombramiento efectuado el 27 de noviembre de 1807; el 13 de noviembre de 1804 había sido admitido también como académico honorario en la Real Academia Española. La de Bellas Artes de San Fernando también le nombró miembro honorario. Su labor académica como historiador y jurista queda patente, pues escribió varias obras jurídicas, históricas, etc.
Fue uno de tantos asturianos ilustrados que escalaron a los más elevados puestos de la gobernación del Estado, primero bajo la estela protectora del célebre Campomanes, pero luego abriéndose camino con su propio esfuerzo y valía, con lo que llegó a ser un político de gran relevancia en su época, al que sus congéneres calificaban de hombre docto, recto, enérgico y sagaz.
En aquella época poseía numerosas propiedades en Móstoles, que su esposa había heredado a su vez de su padre: una casa solariega en la calle de Navalcarnero (rebautizada desde 1868 con el nombre de este personaje) a la que solía retirarse con frecuencia; una huerta anexa a ella, otra casa en la misma calle y otra en la plaza del Pradillo; además de una treintena de fincas rústicas. Su edad era de 54 años en aquella fecha.

## Móstoles
En la noche del 1 al 2 de mayo de 1808 fue nombrado, junto con otros dos juristas y tres tenientes generales, por decreto de la Junta Suprema de Gobierno, miembro de la Junta clandestina de sustitución, organizada por la propia Junta de Gobierno para reemplazarla en caso de que fuese deshecha por los franceses; según el conde de Toreno, Villamil fue escogido en sustitución de Gaspar Melchor de Jovellanos (excarcelado en Mallorca pero aún no incorporado a la Península). Aquella junta no llegó a constituirse al precipitarse los acontecimientos.
Al ser miembro de la recién creada Junta de Sustitución, debía estar al tanto de la situación política del país. Cuando el general francés Murat, acuartelado con sus tropas en Madrid, solicitó a la Junta de Gobierno permiso para trasladar a los últimos miembros de la Familia Real a Bayona (30 de abril de 1808), Villamil partió de Madrid y se instaló en su casa de Móstoles, expectante ante los acontecimientos. Sin embargo, en la tarde del 2 de mayo, llegaron noticias al pueblo de lo ocurrido en la capital; Esteban Fernández de León, conocido suyo y también un alto cargo del Estado (era ex intendente del Ejército y de la Hacienda de Caracas), apareció en Móstoles acompañado de su familia y varios soldados y le confirmó el motín ocurrido en Madrid. Es muy probable que, además, le entregase a Villamil el decreto por el que había sido nombrado miembro de la citada Junta, ya que estuvo ausente de aquella reunión. El mismo Esteban le persuadió para que promoviesen un aviso, instando a las autoridades de otros pueblos y regiones a auxiliar a Madrid con tropas y voluntarios civiles; Villamil, como experimentado jurista que era, determinó que lo más oportuno era dar el aviso mediante un oficio, que debía ir firmado por los alcaldes de la villa de Móstoles. Villamil y Fernández de León se reunieron con dichos alcaldes, Andrés Torrejón y Simón Hernández, y les persuadieron para firmar un bando, improvisado por el propio Villamil, que anunciaba lo ocurrido en Madrid y llamaba al socorro armado de dicha ciudad. El andaluz Pedro Serrano, que acompañaba a Fernández de León, se ofreció a llevar el bando en posta, por la carretera de Extremadura, hasta Badajoz (donde llegaría el día 4).
Durante la época situada entre el final del reinado de Carlos III y el comienzo de su hijo Carlos IV, Villamil se había manifestado decididamente proclive al reformismo ilustrado del que hizo gala el primero de los dos monarcas; ahora, en 1808, al haber en España dos gobiernos paralelos –el de José I y el de las Juntas Supremas provinciales-, el asturiano se alineó con la tesis política del constitucionalismo histórico, de carácter atemperado y fundamentado en la tradición. Se le atribuye a Villamil la publicación, en agosto de aquel año, de un librito de medio centenar de páginas, titulado Carta sobre el modo de establecer el Consejo de Regencia del Reyno, con arreglo a nuestra Constitución, donde exponía y argumentaba extensamente su tesis política.

## Ocupación Francesa
Durante aquellos meses de 1808 Villamil permaneció en Madrid y presidió las sesiones de la Real Academia de la Historia, que dirigía; estuvo presente en las del 20 y 27 de mayo, 17 de junio, 1 de julio, 19 de agosto, 9 y 16 de septiembre; sin embargo, a partir de la del 18 de noviembre y también en la del 1 de diciembre aparecía como ausente; las sesiones tuvieron un paréntesis de dos años y en el primera siguiente, del 1 de marzo de 1811, el puesto de director aparecía ya vacante, pues Villamil había sido cesado del cargo el 27 de noviembre de 1810 –al consumir su trienio correspondiente-, que quedó vacante por la falta de suficientes numerarios para la elección.
Villamil no huyó de Madrid, como muchos otros, antes de que Napoleón entrara en la ciudad a primeros de diciembre. El 25 de febrero de 1809 el rey José I promulgó un decreto que obligaba a los funcionarios civiles o militares que no le hubiesen prestado juramento de fidelidad y obediencia, a hacerlo por escrito en el término de tres días. Con toda probabilidad Villamil se negó a prestar tal juramento, tal y como hizo unos meses antes; él y otros oficiales del Estado que actuaron igual fueron destituidos de sus cargos por un decreto publicado un mes más tarde, el 29 de marzo. Por esta razón, y seguramente también por su labor en la Real Academia de la Historia y por haber escrito la Carta sobre el modo de establecer el Consejo de Regencia del Reyno, sería arrestado el 22 de mayo de aquel año y deportado a Francia; se le trasladó primero a Bayona y luego a Orthez, en el departamento francés de los Pirineos Atlánticos, donde permaneció confinado durante dos años. Desde allí escribió varias Representaciones a Fernando VII, las cuales obtuvieron la callada por respuesta.
En febrero de 1811 la Sociedad Económica Matritense de Amigos del País, de la que era socio Villamil, solicitó al emperador Napoleón –por medio del Ministerio del Interior español y del de Policía francés- su liberación, para que pudiese continuar la traducción y edición monumental de la obra De re rústica, del agrónomo hispanorromano Columela, que había comenzado unos años antes. Dos o tres meses más tarde recibió la libertad esperada, trasladándose bajo cierta vigilancia francesa a Alicante, donde se fugó junto con tres compañeros y se unió a la resistencia patriota.

## En Cádiz
Reapareció al año siguiente en Cádiz, según el conde de Toreno muy cambiado de ideas -como consecuencia su destierro en Francia-, pues se oponía a las reformas constitucionales y manifestaba su apoyo a la monarquía antigua. El 19 de febrero de 1812 fue nombrado consejero de Estado, al ser rehabilitado en el cargo de fiscal del Consejo de Guerra; dos días después escribió a la Regencia del Reino aceptando el empleo, del que tomó posesión el 17 de abril. Poco más tarde solicitó a dicha Regencia una licencia de seis meses para regresar a su tierra natal, la cual le fue concedida el 13 de mayo, aunque renunció a ella tiempo después, pues por Decreto de las Cortes fue nombrado el 25 de septiembre, tras un sufragio, vocal de la III Regencia, en sustitución del dimitido conde de La Bisbal –el famoso Quintillo-.
La postura cada vez más inflexible de los liberales hizo aumentar los rumores sobre las convicciones absolutistas y anticonstitucionales de Villamil, aunque este no se situaba en tal extremo, pues estaba más próximo a las tesis ilustradas del jovellanismo, que abogaban por dotar a la nación de una Constitución moderada que asumiera los preceptos históricos de la gobernación nacional (sistema monárquico, sociedad estamental, bicameralismo, etc.). Estos rumores le granjearon la enemistad de muchos diputados de las Cortes, de tendencia liberal radicalizada, que contribuyeron a asentar el tópico de un Villamil absolutista, que le perseguiría el resto de su vida. Este personaje no cambió de ideología política durante la guerra, como tanto se ha dicho, pues en realidad se mantuvo siempre en una doctrina concreta.
El 8 de marzo de 1813 fue cesada dicha Regencia, pasando a dirigirla el infante cardenal y arzobispo de Toledo, Luis María de Borbón, junto con Gabriel Císcar y Pedro Agar. En los últimos meses de aquel año las Cortes se trasladaron a Madrid junto con los miembros de la Regencia, pues la capital se hallaba ya libre de tropas francesas. Al serle devuelto el trono de España a Fernando VII el 11 de diciembre de 1813, cuando las Cortes retomaron su actividad en enero del año siguiente, se fijó la postura oficial que se reafirmaba en los principios constitucionales; la facción realista o absolutista –los llamados serviles por los liberales-, liderada ahora por Villamil, el general Castaños y la infanta Carlota, conspiró para abortar esa decisión, favoreciendo un fallido golpe de Estado.
Al regresar Fernando VII a España, el 16 de abril se presentaron a recibirle en Valencia muchos de los diputados a Cortes de tendencia absolutista, y entre ellos Villamil, quien se hallaba muy resentido con las tendencias dominantes en la cámara; aquellos presentaron al monarca un manifiesto bautizado irónicamente por sus detractores como Manifiesto de los Persas, que fue suscrito por 69 diputados; se ha mantenido que este escrito fue redactado por Pedro Gómez Labrador junto con Villamil, aunque actualmente se descarta la coautoría del que nos ocupa, aunque sí lo firmó, mostrando su acuerdo con el contenido de aquel manifiesto, de carácter absolutista, que preconizaba el retorno a la sociedad estamental, la organización gremial y la devolución de todos sus bienes y derechos a la Iglesia y a las órdenes religiosas, rechazando así toda la obra de las Cortes de Cádiz y el régimen liberal.
Sin embargo, Villamil sí que fue autor, junto con Miguel de Lardizábal, del decreto que el 4 de mayo de 1814 promulgó el retornado monarca, por el que se anulaba la Constitución de 1812 y todas las resoluciones de las Cortes liberales, restaurando el Absolutismo, aunque manifestando la intención de convocar Cortes legítimas, según fuero y costumbre de la nación española. Como pago a sus desvelos por su persona, el rey nombró a Villamil, el mismo 4 de mayo, secretario del Consejo de Estado, y en el mes de noviembre le concedió la Secretaría del Despacho Universal de Hacienda –es decir, le nombró ministro de Hacienda-, aunque solo se mantuvo en el cargo unos tres meses, pues fue fulminantemente cesado el 2 de febrero de 1815.
Poco antes había sido nombrado académico de la Real Academia de Bellas Artes de San Fernando, Miembro Honorario y de Mérito de la Sociedad Económica Matritense, y el 10 de noviembre de 1814, académico de número de la Real de la Lengua.
Su fugaz paso por el conflictivo Ministerio de Hacienda le mereció el burlesco apodo de Curandero de la Hacienda; durante los años siguientes Villamil sería postergado al más absoluto ostracismo político, siendo cesado en octubre de 1815 como secretario del Consejo de Estado, aunque asumió la representación en la Corte de la Sociedad Económica de Amigos del País de Oviedo, que le mantuvo como director perpetuo desde 1816 a 1820, a pesar de su implacable destierro a Plasencia al poco de cesar como consejero de Estado, donde permaneció un año, y su habitual retiro a Móstoles en los años subsiguientes.
En 1819 pidió permiso al Consejo de Castilla para donar parte de sus fincas y propiedades en Móstoles a la Universidad de Oviedo, con el objetivo de crear una cátedra llamada Fundamentos de Nuestra Verdadera Religión Católica Romana, que no se puso en marcha hasta su muerte, debido a las dificultades políticas del Trienio Liberal. Precisamente en aquella época se acentuó su olvido político, por la enemistad que le tenían los liberales exaltados que accedieron al poder. Tras la irrupción del ejército francés llamado Cien mil hijos de San Luis, y obtenido el triunfo de Fernando VII, Villamil fue rehabilitado en sus honores y recuperó su dignidad de consejero de Estado –por decreto real del 23 de diciembre de 1823- y presidente de la Junta de Fomento de la Riqueza del Reino –cargo que ocupó inicialmente el 5 de enero de 1815-, aunque no llegó a asumir este último empleo, al sobrevenirle la muerte el 20 de febrero de 1824, a los 69 años de edad, en Madrid, a donde había regresado por permiso que el rey le concedió el 26 de noviembre de 1822. Fue enterrado el día 25 en la iglesia parroquial de San Sebastián. La Universidad de Oviedo, al tenerle como uno de sus benefactores, le dedicó unas solemnes exequias fúnebres y una lápida recordatoria.
También estaba en posesión de la Decoración del Lis
Aparece como personaje literario, en su época de ministro de Hacienda, en Memorias de un cortesano de 1815, novela perteneciente a los Episodios Nacionales de Benito Pérez Galdós.

## Órdenes y empleos
Órdenes
- Caballero de la Orden de Carlos III, el 4 de diciembre de 1799.[1][2][3][4][5]
- Condecorado con la Decoración del Lis.[2][4][5]

### Empleos
- Consejero de Estado honorario.[3]
- Presidente de la Junta de Hacienda.[4][5]
- Regente de la Real Audiencia de Asturias.[5]
- Académico de la Real Academia Española, el 10 de noviembre de 1814[3]
- Director de la Real Academia de la Historia.[4]
- Académico de la Real Academia de la Historia, en 1805.[3]
- Académico supernumerario de la Real Academia de la Historia, el 22 de abril de 1803.[3]
- Académico honorario de la Real Academia de la Historia, el 1 de abril de 1803.[3]
- Académico honorario de la Real Academia de Bellas Artes de San Fernando.[3]